# Bộ Y tế, Lao động và Phúc lợi (Nhật Bản)
Bộ Y tế, Lao động và Phúc lợi (厚生労働省 (Hậu sinh lao động tỉnh) Kōsei-rōdō-shō) là một bộ cấp trong Nội các Nhật Bản của Chính phủ Nhật Bản. Nó thường được gọi là  Kōrō-shō  (厚労省 (Hậu lao tỉnh)) tại Nhật Bản. Bộ cung cấp các quy định về giới hạn dư lượng tối đa đối với hóa chất nông nghiệp trong thực phẩm, thực phẩm cơ bản và quy định về thuốc, tiêu chuẩn cho thực phẩm, phụ gia thực phẩm, v.v.
Bộ được thành lập với sự sát nhập của Bộ Y tế và Phúc lợi trước đây hoặc  Kōsei-shō  ( 厚生 省) và Bộ Lao động hoặc  Rōdō-shō  ( 労 働).
Bộ trưởng Bộ Y tế, Lao động và Phúc lợi là thành viên của Nội các và được chọn bởi Thủ tướng, thường là trong số các thành viên của Quốc hội Nhật Bản.